# Саги (заказник)
Саги — один з об'єктів природно-заповідного фонду Херсонської області, ландшафтний заказник загальнодержавного значення із загальною площею 500 га. Створений у 1977 році.

## Площа
Із загальної площі заказника покрита лісом площа – 103,2 га, піски – 379,8 га, озера - 0,4 га, болота - 10,5 га., інші – 6,1 га. Заказник входить до складу природно-заповідного й фонду України, який охороняється як національне надбання і є складовою частиною світової системи природних територій та об’єктів, що перебувають під особливою охороною.

## Загальний огляд
Державний ландшафтний заказник урочище «Саги» заснований постановою Ради Міністрів УРСР від 28 жовтня 1974 року №500 «Про створення державних заказників в Української РСР», оголошений постановою Ради Міністрів УРСР від 19 квітня 1977р. №198 «Про доповнення списку державних заказників і охоронної зони навкруги Чорноморського державного заповідника і Азово-Сиваського державного заповідно-мисливського господарства».
Заказник «Саги» розташований на території Олешківського району, Херсоської області в урочищі «Саги» держлісфонду Дослідного лісництва ДП «Степовий ім. В.М. Виноградова філіал УкрНДІЛГА» в кварталах 2-9.
Виділений з метою зберігання в природному стані типової для Нижньодніпровських пісків ділянки природи з її унікальними природними об`єктами: первинним піщаним степом аборигенної трав`яної рослинності з характерним рел`єфом, колковими і штучними насадженнями хвойних і листяних порід, озерами, місцями гніздилищ та іншої фауни.

## Флора і фауна
Природно-заповідний об'єкт є місцем, де охороняються лісові ценози, псамофіти і степи, згладжені піщані кучугури, озера, болотні ценози. На лісових ділянках зростають рідкісні види рослин, а саме береза дніпровська, ковила дніпровська і зарості вільхи звичайної. Серед рідкісних видів можна зустріти гадюку звичайну, зростають зозулинець болотний, целокаулон степовий та інші. На озерах і заболочених ділянках знаходиться значна кількість птахів, де вони проводять гніздування,  а  у вільхових і березових природних колках живуть колонії граків, зустрічаються дикі косулі, дикі кабани, фазани, зайці, лисиця, енотовидна собака, ондатра та інші звірі та птахи.

## Галерея

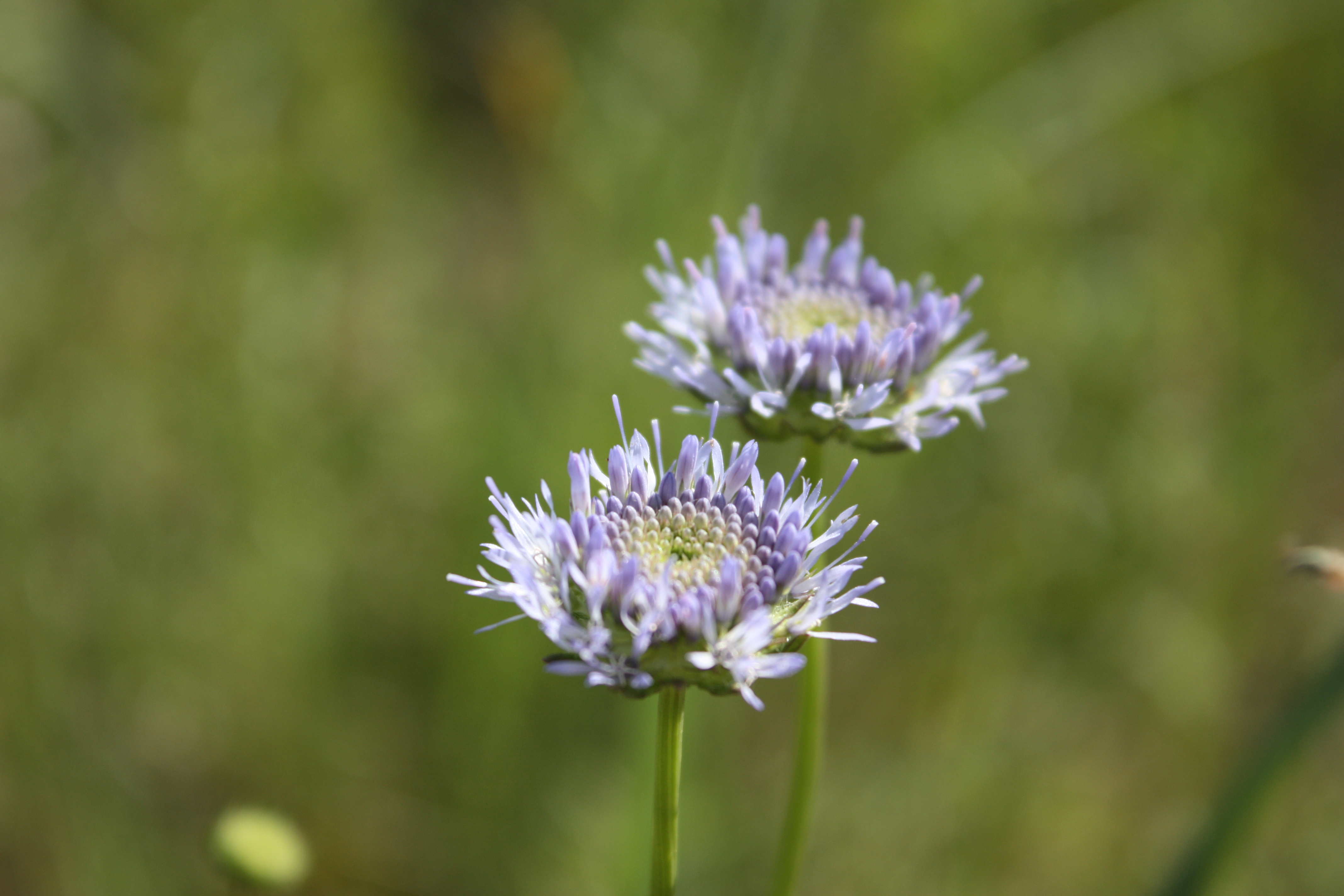
Агалик-трава гірська
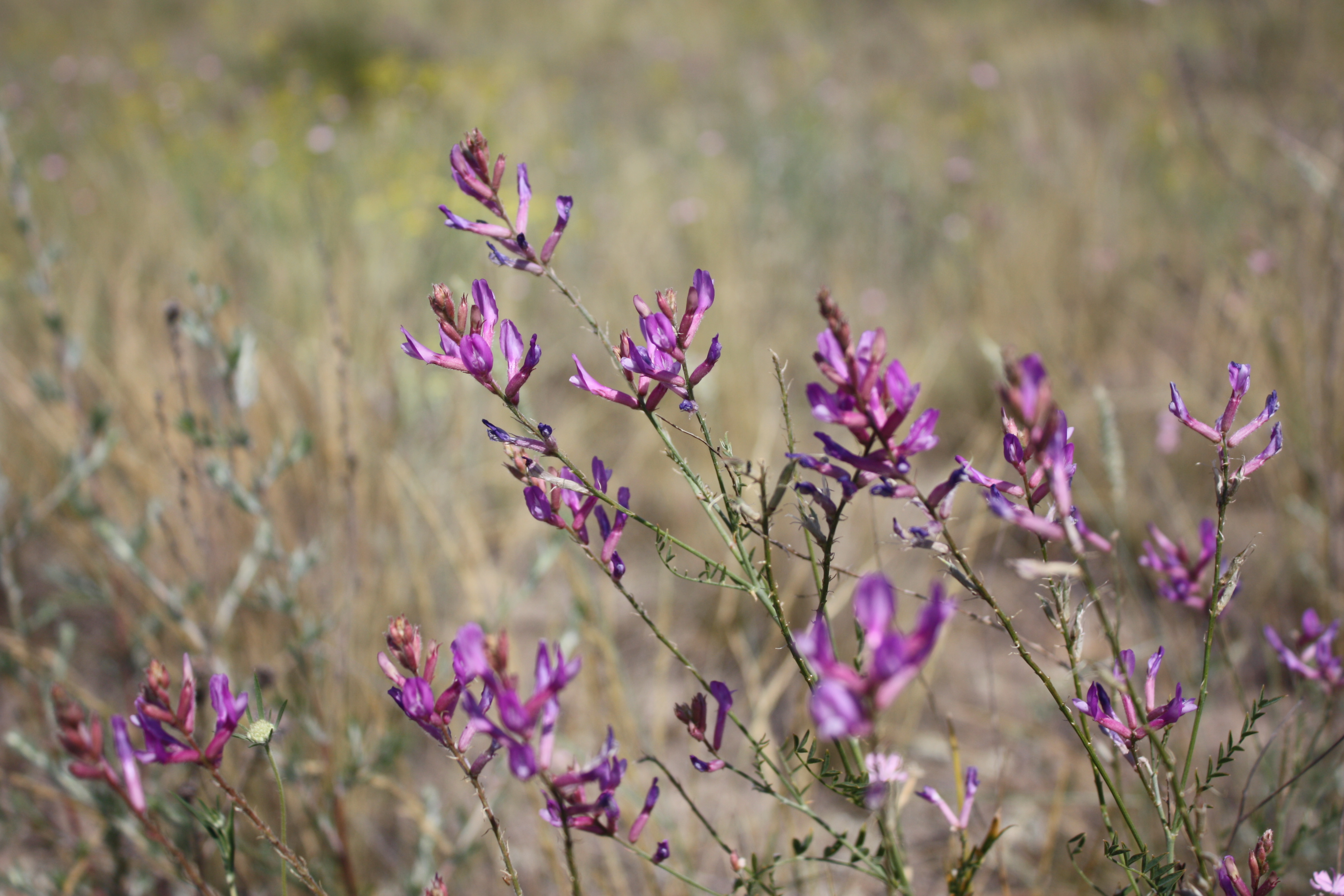
Астрагал дніпровський
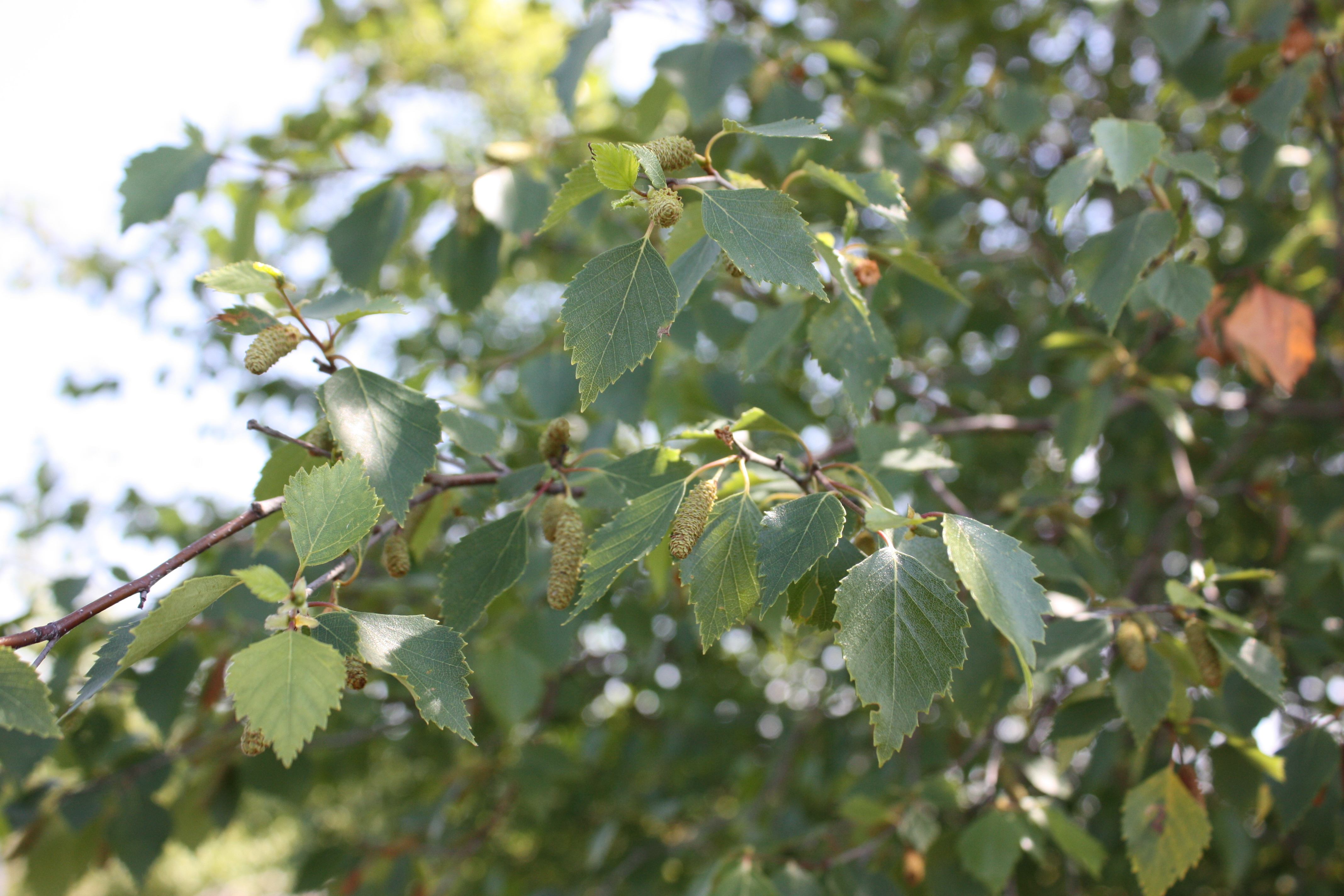
Береза дніпровська
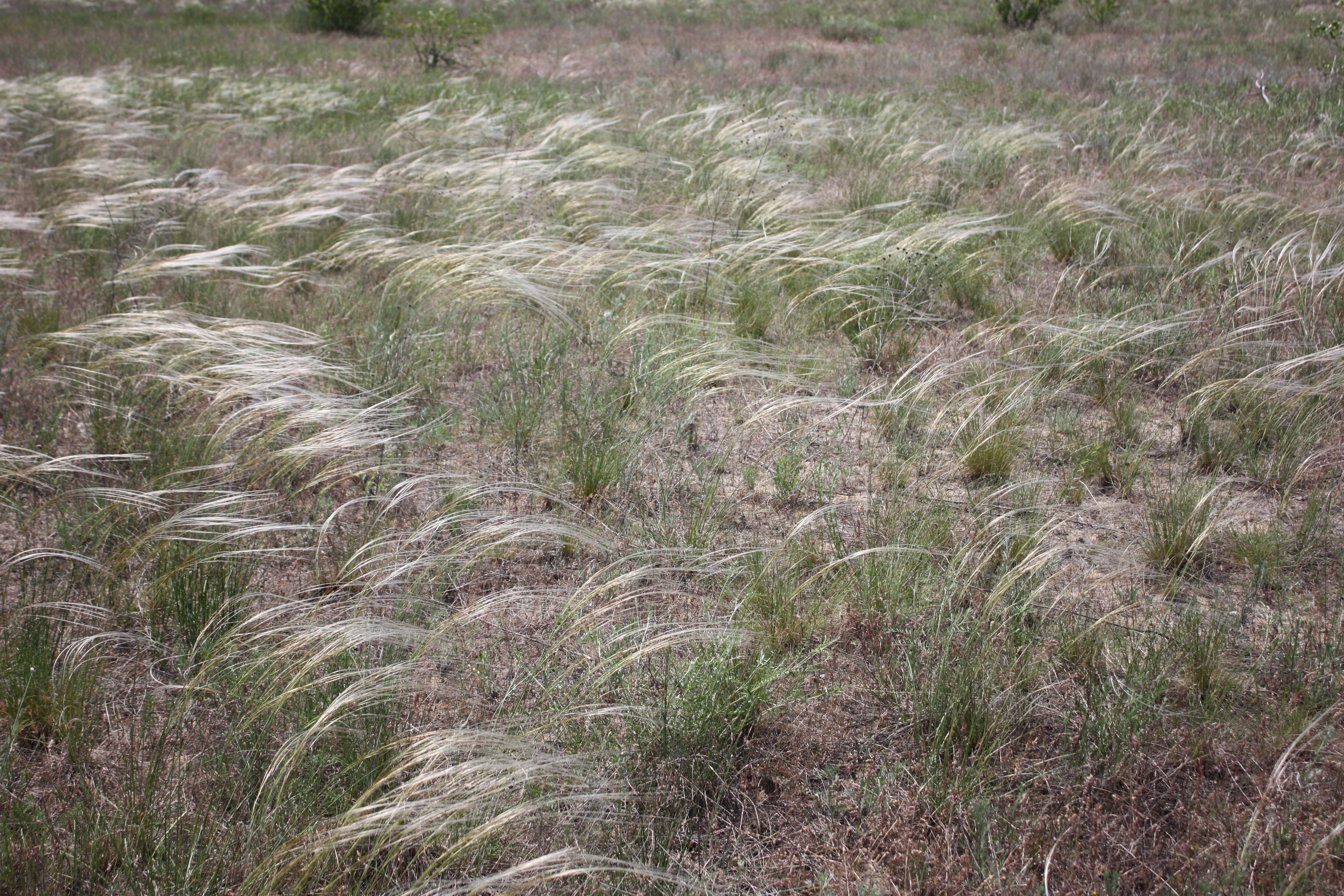
Ковила дніпровська